# Blake Judd
Blakely "Blake" Judd (ur. 13 listopada 1982 w Wheaton) – amerykański muzyk, kompozytor, wokalista i autor tekstów, multiinstrumentalista, znany przede wszystkim z występów w zespole Nachtmystium.

## Życiorys
W początkowej fazie swojej kariery był wokalistą i gitarzystą w blackmetalowej grupie Ezurate oraz nieistniejącej już thrash/blackmetalowej Helms Deep. W roku 2000 stworzył zespół Nachtmystium, grający psychodeliczny, atmosferyczny black metal. W 2004 roku szwedzka podziemna wytwórnia Total Holocaust Records zleciła mu stworzenie nowej super grupy, która nosi nazwę Twilight. Dodatkowo, wystąpił jako sesyjny muzyk na Blue Miasma, zespołu Krieg.
Również w roku 2004, razem z Rebbecą Clegg, założył wytwórnie płytową Battle Kommand Records. Głównym ich celem było wydawanie najbardziej ekstremalnej muzyki na świecie. W większej mierze skupili się na black, death i doom metalu, lecz wśród ich wydawnictw nie zabrakło twórczości z gatunków noise czy ambient. Judd stworzył kilka okładek dla płyt zespołów, które wydawały płyty nakładem BKR. W 2009 roku oficyna została "wchłonięta" przez Candlelight Records.
W październiku 2013 roku muzyk został aresztowany w Chicago pod zarzutem kradzieży gitary należącej do przyjaciela. Judd opuścił areszt niespełna miesiąc później. W wystosowanym świadczeniu borykający się z uzależnieniem od narkotyków muzyk zdeklarował podjęcie leczenia odwykowego.
W 2014 roku szereg fanów zarzuciło muzykowi oszustwo w efekcie niewywiązania się z umowy sprzedaży płyty zespołu Nachtmystium - The World We Left Behind. Wkrótce potem wytwórnia muzyczna Century Media Records zobowiązała się do przesłania płyt klientom na podstawie dowodu zakupu. Firma wycofała się także z dalszej współpracy z muzykiem. Oszustwa finansowe zarzucili gitarzyście także Neill Jameson wraz z którym występował w zespole Twilight, Yosuke Konishi z wytwórni Nuclear War Now! Productions oraz właściciel Deadlight Entertainment - Alexandre Martinez.
W wydanym w 2016 roku oświadczeniu Blake Judd oznajmił iż porzucił działalność artystyczną.